# Dactyladenia laevis
Dactyladenia laevis là một loài thực vật có hoa trong họ Cám. Loài này được (Pierre ex De Wild.) Prance & F.White mô tả khoa học đầu tiên năm 1979.